# Ульяновский трамвай
Ульяновский трамвай – вид общественного транспорта в Ульяновске, действующий с 5 января 1954 года.
Действует 12 трамвайных маршрутов, эксплуатируется 175 вагонов (согласно РНИС), обслуживаемые в двух трамвайных депо. Трамвайная система расположена в правобережной части города, функционирует отдельно от троллейбусной и состоит из 130 км трамвайных путей. Осуществлением в Ульяновске трамвайных, троллейбусных пассажирских перевозок занимается муниципальное унитарное предприятие «Ульяновскэлектротранс».

## История[2]
Трамвай в Ульяновске был запущен 5 января 1954 года. Первый маршрут пролёг от северного трамвайного депо до железнодорожного вокзала «Ульяновск I» (п. Туть). Новый вид транспорта пришёлся всем по душе. Первоначально на трамвайной линии использовались вагоны КТМ / КТП-1, а также вагоны Gotha T59E/B59E. Но постепенно, начиная с 1966 года, на смену начали приходить трамваи Tatra Т3SU (сначала двухдверные, а с 1979 года – трёхдверные). В начале существовало только одно трамвайное депо (Северное), а в 1967 году открывается второе, Засвияжское депо. В то время в Ульяновске существовало 8 маршрутов. К 1992 году их уже было 11.
К 1990 году трамвай стал самым популярным видом городского общественного транспорта в Ульяновске (за 1990 год им было перевезено 122,9 млн. человек, в том как городским автобусом 116,5 млн. человек, а троллейбусом 14,9 млн. человек). В 1995 году началось строительство дачного маршрута под номером 7. Но затем было решено 7 маршрут поменять на 107. В 2001 году им было перевезено 180,4 млн. человек, что в определённой мере было связано со стагнацией городского автобусного хозяйства. Но после 2001 года популярность упала, что было связано с появлением большого количества маршрутных такси.
В 2008 году город приобретает 4 новых вагона 71-619КТ.
В 2012 году город приобретает 15 новых вагонов 71-619А.
С 25 ноября 2017 года начали поступать 30 трамваев 71-619К из Москвы. Поставка была полностью завершена 30 января 2018 года. Таким образом, Ульяновск стал 2-м по количеству имеющихся трамваев 71-619 городом после самой Москвы.
С 28 июня по 10 июля 2018 года прибыло 11 трамваев модели ЛМ-2008 из Москвы. Это первые трамваи в Ульяновске с низкопольной секцией кузова. Первый из них вышел на маршрут 4 августа.
С 1 сентября по 20 декабря 2020 года поступили 29 вагонов 71-911ЕМ "Львёнок". 8 сентября первые три вагона 71-911ЕМ вышли на маршрут 22.
С 1 апреля 2023 года в трамваях работает система бесконтактной оплаты (валидаторы).

## Хронология
| Год  | Изменения сети | Новые маршруты и изменения | Отмененные маршруты | Действующие маршруты                                                    |
| ---- | --- | --- | ------------------- | ----------------------------------------------------------------------- |
| 1954 | Открытие движения на участке Северный венец — Радищева — Советская — Ленина — Железной Дивизии — Кирова — Железнодорожный вокзал. Сдача Северного депо. | 1 "Северный венец — Радищева — Ленина — Железной Дивизии — Железнодорожный вокзал". |                     | 1                                                                       |
| 1955 | Открытие движения по улице Минаева до Автозавода. | 2 "Северный венец — Радищева — Ленина — Железной Дивизии — Минаева — Автозавод". |                     | 1, 2                                                                    |
| 1956 | Продление линии от Автозавода по Западному бульвару до железной дороги на Казань (конечная остановка - "Засвияжье"). | 2 "Засвияжье — Автозавод — Северный Венец", 3 "Засвияжье — Автозавод — Минаева — Железнодорожный вокзал". |                     | 1, 2, 3                                                                 |
| 1957 | Продление линии от Железнодорожного вокзала в Киндяковку, по проспекту Гая. | 4 "Кожкомбинат — Моторный завод — Ленина — Северный венец". |                     | 1, 2, 3, 4                                                              |
| 1960 | Продление линии от Северного Венца по Тимирязева, тракту Нариманова (проспекту Нариманова) до Выставки (Парк Победы). | 1 "Выставка — Северный Венец — Ленина — Железнодорожный вокзал". |                     | 1, 2, 3, 4                                                              |
| 1963 | Строительство линии от Телецентра до улицы Ленина через Верхне-Полевую, Можайского, Марата. Строительство поворотного кольца на Дамбе. Продление линии от Автозавода по Московскому шоссе до УЗТС (угол улиц Станкостроителей и Герасимова). | 1 "Выставка — Можайского — Дамба — Железной Дивизии — Железнодорожный вокзал", 3 "УЗТС — Автозавод — Минаева — Дамба", 4 "Выставка — Северный Венец — Ленина — Моторный завод — Кожкомбинат". |                     | 1, 2, 3, 4                                                              |
| 1967 | Открытие Засвияжского депо. Продление линии от УЗТС в поселок Мирный (до ул. Камышинская). | 3 "Поселок Мирный — УЗТС — Автозавод — Дамба", 5 "Старый Вокзал — ул. Минаева — Московское шоссе — Засвияжье", 6 "Ул. Пушкарёва — Автозавод — УЗТС", 8 "Выставка — Можайского — Дамба", 9 "Кожкомбинат — Дамба". |                     | 1, 2, 3, 4, 5, 6, 8, 9                                                  |
| 1969 | Строительство линии на улице Октябрьской. | 10 "Засвияжье — Октябрьская — Минаева — Железнодорожный вокзал Ульяновск I". | 5, 8                | 1, 2, 3, 4, 6, 9, 10,                                                   |
| 1970 | Построена линия от ул. Инзенской до посёлка Мирного (по ул. Камышинской). 1.10.1970 построена линия от улицы Тимирязева по ул. Розы Люксембург до Парка Юности. | Продлён 6 "Автовокзал — Автозавод — УЗТС — пос. Мирный — Инзенская — Кожкомбинат (кольцо Автовокзал было сразу за одноимённой остановкой трамвая по Московскому шоссе в сторону центра). 11 «Дамба — Можайского — Телецентр — Тимирязева — Парк Юности» |                     | 1, 2, 3, 4, 6, 9, 10, 11                                                |
| 1971 | | Организованы маршрут К "Трампарк — ул. Ленина — Дамба — Можайского — шоссе Нариманова — ул. Тимирязева — ул. Радищева — Трампарк" (кольцевой, в обоих направлениях) |                     | 1, 2, 3, 4, 6, 9, 10, 11, 12, К                                         |
| 1972 | | Возобновил работу 8 "Парк Победы — шоссе Нариманова — Дамба", однако из-за низкой рентабельности он появлялся эпизодически и через пару лет его снова отменили. |                     | 1, 2, 3, 4, 6, 8, 9, 10, 11, К                                          |
| 1973 | Убрали улицы Алатырскую и Карамзинскую с частными домами. Сейчас там многоэтажки 4-го микрорайона. Эти улицы шли параллельно Карсунской (она осталась) к старому вокзалу Ульяновск I. До этого трамваи маршрутов 1, 10 шли с улицы Кирова по одному пути на Карамзинскую, сворачивали на привокзальную площадь и возвращались на Кирова. Поскольку построили новые кварталы, то кольцо сделали компактнее (в современном виде). | 1 "Парк Победы — Дамба — Железной Дивизии — Железнодорожный вокзал Ульяновск I", 10 "Засвияжье — Октябрьская — Минаева — Железнодорожный вокзал Ульяновск I". |                     | 1, 2, 3, 4, 6, 8, 9, 10, 11, К                                          |
| 1974 | Построена линия "Московское шоссе — 19 микрорайон (Химзавод)" по улице Пушкарёва. Построена линия от Кожкомбината до пос. Белый Ключ (конечная стала называться "Кондитерская фабрика"). | 5 "Октябрьская — Западный бульвар — Автозавод — Химзавод", 6 маршрут "Автовокзал — Автозавод — УЗТС — Поселок Мирный — Кожкомбинат", организованы новые 7 "пос. Бел. Ключ — Моторный завод — Железнодорожный вокзал Ульяновск I", 12 маршрут "Кондитерская фабрика — УЗТС" и 14 (в часы "пик") маршрут "УЗТС — Гидроаппарат — Автовокзал". | 8                   | 1, 2, 3, 4, 5, 6, 7, 9, 10, 11, 12, 14, К                               |
| 1975 | Построена линия 19 микрорайон — Карла Маркса — ул. Верхняя Полевая. | 15 "Парк Победы — 19 микрорайон — Засвияжье", 16 "Дамба — Марата — Можайского — Карла Маркса — 19 микрорайон — Автозавод — Засвияжье". |                     | 1, 2, 3, 4, 5, 6, 7, 9, 10, 11, 12, 14, 15, 16, К                       |
| 1981 | Построена линия по улице Рябикова от Западного бульвара до ул. Станкостроителей (с путепроводом через железную дорогу) и от ул. Камышинская до УКСМ. Перенесено ближе к ул. Октябрьской разворотное кольцо "Засвияжье" и переименовано в "Октябрьская", убрано разворотное кольцо "УЗТС". | 3 "Дамба — Автозавод — Западный бульвар — Рябикова — УКСМ", 5 — "УКСМ — УЗТС — Автозавод — 19 микрорайон", 10 сначала: "Ульяновск I — Речной порт — Кольцо Пушкарёва — Октябрьская — Рябикова — пос. Мирный (Камышинская)", с 1983 года: "Октябрьская — Камышинская — Ульяновск-Центральный — Ульяновск I — Речной порт — Кольцо Пушкарёва — Октябрьская" (кольцевой, в обех направлениях), 14 — "Автовокзал — Автозавод — УЗТС — УКСМ (сначала), — Камышинская — Кожкомбинат (пр. Гая) (потом)" (пиковый, в 1983—84 гг. ходили трёхвагонные Т-3), 16 — "Дамба — Марата — Можайского — Карла Маркса — 19 микрорайон — Автозавод — УЗТС — УКСМ". | 7, 9, 12, К         | 1, 2, 3, 4, 5, 6, 10, 11, 14, 15, 16                                    |
| 1984 | | 5 "УКСМ — УЗТС — Автозавод — Автовокзал", 6 "Кондитерская фабрика — УЗТС — Автозавод — 19 микрорайон". | 16                  | 1, 2, 3, 4, 5, 6, 10, 11, 14, 15                                        |
| 1987 | Убрано разворотное кольцо у остановки "Автовокзал" на Московском шоссе. | Продлен маршрут 2 "Северный венец — Радищева — Ленина — Железной Дивизии — Минаева — Автозавод — Западный бульвар — УКСМ", а 3 маршрут заменен двумя новыми: 31 "УКСМ — Западный Бульвар — Автозавод — 19 микрорайон — Карла Маркса — Можайского — Марата — Дамба — Минаева — Автозавод — Западный бульвар — УКСМ", 32 "УКСМ — Западный Бульвар — Автозавод — Минаева — Дамба — Марата — Можайского — Карла Маркса — 19 микрорайон — Автозавод — Западный бульвар — УКСМ". Упразднены маршруты 5 и 14. | 3, 5, 14            | 1, 2, 4, 6, 10, 11, 15, 31, 32                                          |
| 1988 | | Возвращен маршрут 3 "Дамба — Автозавод — Западный бульвар — УКСМ". | 31, 32              | 1, 2, 3, 4, 6, 10, 11, 15                                               |
| 1992 | | 3 "Ульяновск I — Автозавод — Западный бульвар — УКСМ" (позже некоторое время с Дамбы до Октябрьской в часы-пик), 7 "УКСМ — УЗТС — Автозавод — Октябрьская — УКСМ" (пиковый), 8 "УКСМ — Октябрьская — Автозавод — УЗТС — УКСМ" (пиковый). Кольцевой 10 заменен на два маршрута с заходом на дамбу: 9 "Дамба — Речной Порт — Камышинская — Октябрьская — Дамба" (кольцевой, внутреннее кольцо), 10 "Дамба — Октябрьская — Камышинская — Речной порт — Дамба" (кольцевой, внешнее кольцо). |                     | 1, 2, 3, 4, 6, 7, 8, 9, 10, 11, 15                                      |
| 1994 | Строительство однопутной линии Вещевой Рынок — Засвияжское депо. | 5 "Вещевой рынок — УКСМ" (сначала в выходные дни и дни работы рынка, потом ежедневный). | 3, 7, 8             | 1, 2, 4, 5, 6, 9, 10, 11, 15                                            |
| 1995 | Строительство однопутной дачной линии "парк Победы — АЗС". | 7 "Парк Победы - АЗС". |                     | 1, 2, 4, 5, 6, 7, 9, 10, 11, 15                                         |
| 1996 | | 1 "Парк Победы — Дамба — Октябрьская", 8 "Дамба — Вокзал Ульяновск I" (пиковый). |                     | 1, 2, 4, 5, 6, 7, 8, 9, 10, 11, 15                                      |
| 1997 | | Маршрут №7 изменён на 107. 1 "Парк Победы — Дамба — Вокзал Ульяновск I", 8 "Дамба-Октябрьская" (пиковый), 12 "УКСМ — Западный бульвар — Кольцо Пушкарева" (пиковый), 13 "Октябрьская — Автозавод — Дамба — Парк Победы" (пиковый), 14 "УКСМ — Кондитерская фабрика" (только один рейс утром), 16 "Дамба — Северный венец — Дамба" (кольцевой, в обоих направлениях). | 7→107               | 1, 2, 4, 5, 6, 8, 9, 10, 11, 12, 13, 14, 15, 16, 107                    |
| 1999 | | 17 "19 микрорайон — Минаева — Дамба — Можайского — 19 микрорайон" (кольцевой, в обоих направлениях). |                     | 1, 2, 4, 5, 6, 8, 9, 10, 11, 12, 13, 14, 15, 16, 17, 107                |
| 2000 | | Начало нехватки вагонов, расцепление некоторых систем. Появление одиночных вагонов на маршрутах 1, 9, 10, 11, 15. |                     | 1, 2, 4, 5, 6, 8, 9, 10, 11, 12, 13, 14, 15, 16, 17, 107                |
| 2001 | Строительство второй линии на участке Засвияжское депо — Вещевой рынок. | 18 "Дамба — Автозавод — Вещевой рынок", с временным изменением на "Дамба — Автозавод — Вещевой рынок — Станкостроителей — Рябикова — Октябрьская — Автозавод — Дамба" (в выходные дни). |                     | 1, 2, 4, 5, 6, 8, 9, 10, 11, 12, 13, 14, 15, 16, 17, 18, 107            |
| 2002 | | 7 "19 микрорайон — Автозавод — Западный бульвар — Проспект Гая" (пиковый), 19 "Вещевой рынок — Станкостроителей — Проспект Гая" (сначала в выходные дни, потом ежедневный), 20 "Вещевой рынок — Автозавод — Пушкарева — Парк Победы" (в выходные дни). Системы заменяются на одиночки на маршрутах 1, 9, 10, 11, 15 даже в будни. |                     | 1, 2, 4, 5, 6, 7, 8, 9, 10, 11, 12, 13, 14, 15, 16, 17, 18, 19, 20, 107 |
| 2003 | | Отменены маршруты 8, 12, 13, 16. Появляется опытный маршрут "УКСМ — Камышинская — Дамба" (без номера, утренний). Появление одиночных вагонов на маршруте 4 в выходные дни. | 8, 12, 13, 16       | 1, 2, 4, 5, 6, 7, 9, 10, 11, 14, 15, 17, 18, 19, 107                    |
| 2004 | | Восстановление некоторых одиночных выпусков на маршрутах 2, 4, 6 на системы | 20                  | 1, 2, 4, 5, 6, 7, 9, 10, 11, 14, 15, 17, 18, 19, 107                    |
| 2005 | Открытие линии по улице Репина. | На 4 маршрут теперь выходят только одиночные вагоны. 1 «Репина — Парк Победы — Дамба — Ульяновск I». |                     | 1, 2, 4, 5, 6, 7, 9, 10, 11, 14, 15, 17, 18, 19, 107                    |
| 2007 | | 16 "Репина — Северный Венец — Дамба". |                     | 1, 2, 4, 5, 6, 7, 9, 10, 11, 14, 15, 16, 17, 18, 19, 107                |
| 2008 | | Изменен 16 "Репина — Северный Венец — Дамба — Гагарина — Репина" (кольцевой) и позже отменён. | 16                  | 1, 2, 4, 5, 6, 7, 9, 10, 11, 14, 15, 17, 18, 19, 107                    |
| 2009 | | Вновь открыт 3 маршрут "Дамба — Минаева — Автозавод — Западный бульвар — УКСМ" (пиковый). |                     | 1, 2, 3, 4, 5, 6, 7, 9, 10, 11, 14, 15, 17, 18, 19, 107                 |
| 2010 | | Введён 21 «Репина — Парк Победы — Телецентр — Северный Венец — Радищева — Советская — Ленина — Ульяновск I», заменен на 4Р «Репина — Проспект Гая». |                     | 1, 2, 3, 4, 4Р, 5, 6, 7, 9, 10, 11, 14, 15, 17, 18, 19, 107             |
| 2012 | | Введён 2Ю «Парк Юности — Тимирязева — Северный Венец — Радищева — Советская — Ленина — Железной Дивизии — Минаева — Автозавод — Западный бульвар — УКСМ». Продлён 15 «Репина — Октябрьская». Отменён 7. | 7                   | 1, 2, 2Ю, 3, 4, 4Р, 5, 6, 9, 10, 11, 14, 15, 17, 18, 19, 107            |
| 2014 | | Маршруты № 2 и № 17 стали пиковыми, отменены маршруты №№ 3, 4. | 3, 4                | 1, 2, 2Ю, 4Р, 5, 6, 9, 10, 11, 14, 15, 17, 18, 19, 107                  |
| 2016 | | Объединены маршруты № 9 и № 11. Продлён до УКСМ № 15 «Микрорайон "Огни Севера" – УКСМ». Отменён маршрут № 18. | 11, 18              | 1, 2, 2Ю, 4Р, 5, 6, 9(/11), 10, 14, 15, 17, 19, 107                     |
| 2017 | | Маршрут 2 перестал быть пиковым (до 15.04.2017) и стал работать в связке с 2Ю (который потерял приставку “Ю“ и получил номер 22). Маршрут 4Р также лишился буквы и стал просто 4. Маршрут 9(/11) стал называться просто 9. | 2Ю→22 4Р→4 9(/11)→9 | 1, 2, 4, 5, 6, 9, 10, 14, 15, 17, 19, 22, 107                           |
| 2018 | | 01.05 изменён маршрут 15 «с/о "Сокольники" - УКСМ», отменён маршрут 107. 21 «Репина - Телецентр - Дамба» (по выходным дням), отменён 03.10. 17.09 маршрут 15 вернулся на прежнюю трассу следования (Микрорайон "Огни Севера"-УКСМ). Возвращён 107 маршрут. | 21                  | 1, 2, 4, 5, 6, 9, 10, 14, 15, 17, 19, 22, 107                           |
| 2019 | | Отменён маршрут №17. 14.05 в связи с ремонтом улицы Тимирязева возобновлён маршрут №11 «Парк Юности - Дамба», маршрут №9 сокращён до к/ст "Дамба". Впоследствии данное решение перестало быть временным. | 17                  | 1, 2, 4, 5, 6, 9, 10, 11, 14, 15, 19, 22, 107                           |
| 2020 | | Маршрут №2 изменён на №22к. С 30.03 по 12.05 из-за пандемии коронавируса и введения режима самоизоляции трамваи работали в режиме выходного дня. Маршрут №14 был отменён. С 1 мая по 14 июня на время ремонта линии по Верхней Полевой улице работал маршрут К (кольцевой) «Дамба - 19-й мкрн - Дамба» (аналогичен 17-му маршруту). | 2, 14               | 1, 4, 5, 6, 9, 10, 11, 15, 19, 22, 22к, 107                             |
| 2021 | | На время ремонта линии на улице Инзенской были временно отменены маршруты 10, 19. 5 Июля движение этих маршрутов было восстановлено. | 10, 19 (Временно)   | 1, 4, 5, 6, 9, 10, 11, 15, 19, 22, 22К, 107                             |
| 2022 | | На время ремонта моста через Свиягу между улицей Минаева и Московским шоссе маршруты 9 и 10 были заменены маршрутом 90. 20 мая маршрут №70 был отменен. Однако чуть позже был восстановлен с выпуском 4 единицы в будние дни. | 9, 10 (Временно)    | 1, 4, 5, 6, 11, 15, 19, 22, 22к, 70, 90, 107                            |
| 2023 | | Маршрут № 90 стал пиковым. Отменен маршрут № 70. | 70                  | 1, 4, 5, 6, 11, 15, 19, 22, 22к, 90, 107                                |
| 2024 | | Взамен маршруту №90 были возвращены маршруты №9 и №10 по своим прежним трассировкам, но стали пиковыми. | 90                  | 1, 4, 5, 6, 9, 10, 11, 15, 19, 22, 22к, 107                             |

## Маршруты[5]

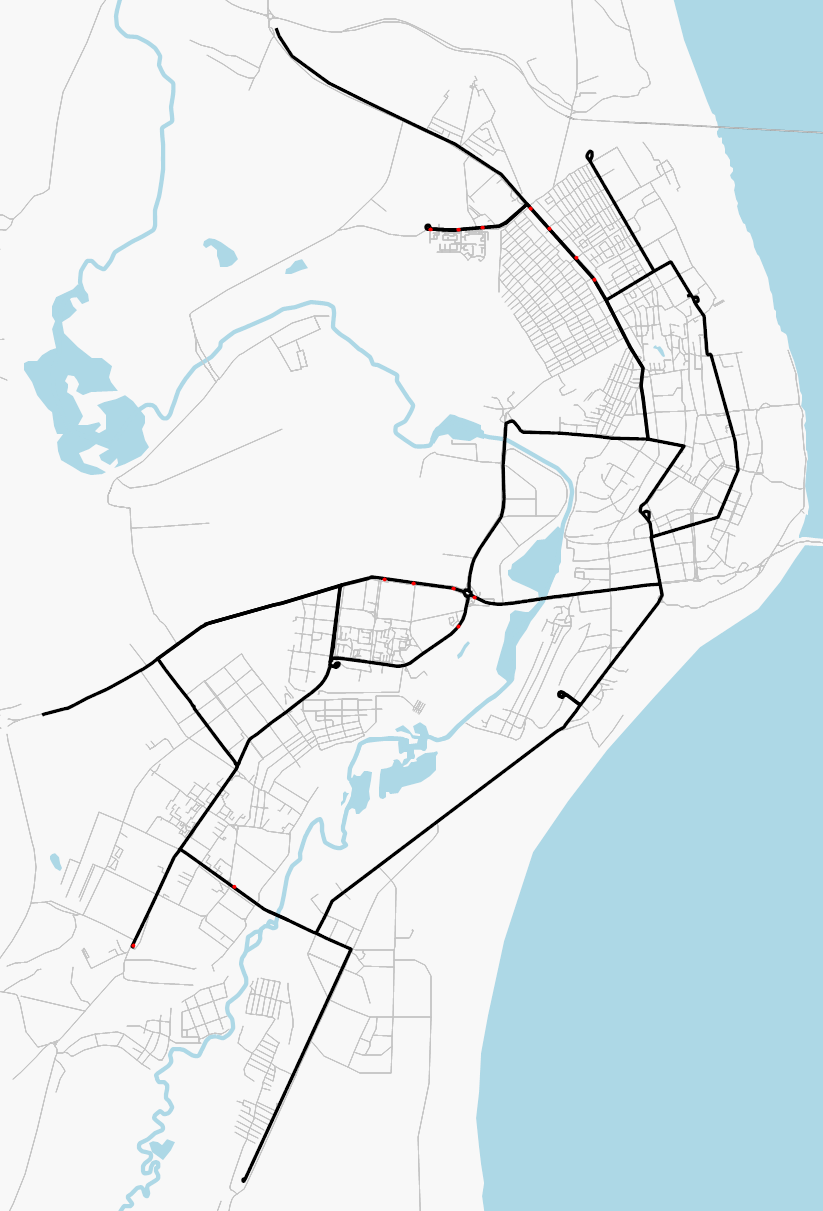
Трамвайная система на карте города

С конца 2020 года трамваи можно отслеживать с помощью сервиса "Яндекс.Транспорт".

  
| №   | Следует                                                | Дополнительно                       | Длина, км |
| --- | ------------------------------------------------------ | ----------------------------------- | --------- |
| 1   | мкрн. «Огни Севера»—Ульяновск – I»                     | По будням в час пик                 | 19,9      |
| 4   | «мкрн Огни Севера»—Проспект Гая                        |                                     | 35,1      |
| 5   | «УКСМ»—Вещевой рынок»                                  |                                     | 13        |
| 6   | Кондитерская фабрика—19-й микрорайон                   |                                     | 31,2      |
| 9   | Дамба - ЖД Вокзал—Автовокзал - Дамба с 01.04.2024 г.   |                                     | 19        |
| 10  | Дамба - Автовокзал - ЖД вокзал - Дамба с 01.04.2024 г. |                                     | 19,2      |
| 11  | «Дамба»—Парк Юности»                                   |                                     | 12,5      |
| 15  | «мкрн. Огни Севера»—УКСМ»                              |                                     | 33,7      |
| 19  | Проспект Гая —Вещевой рынок                            | По выходным                         | 17.4      |
| 22  | «Парк Юности»— «УКСМ»                                  |                                     | 35        |
| 22К | «УКСМ»—«Северный Венец»                                | по будням утром в час пик           | 29,8      |
| 107 | СНТ «Сокольники»—"Северный Венец" с 01.05 по 22.09.    | сезонный, одноколейный, пригородный | 8.1       |

## Оплата проезда[6]
На 2025 год проезд составляет 38 рублей по наличному расчёту и 37 рублей по транспортной или банковской карте. До 1 сентября 2022 года школьники имели право ездить бесплатно при предъявлении справки из школы.

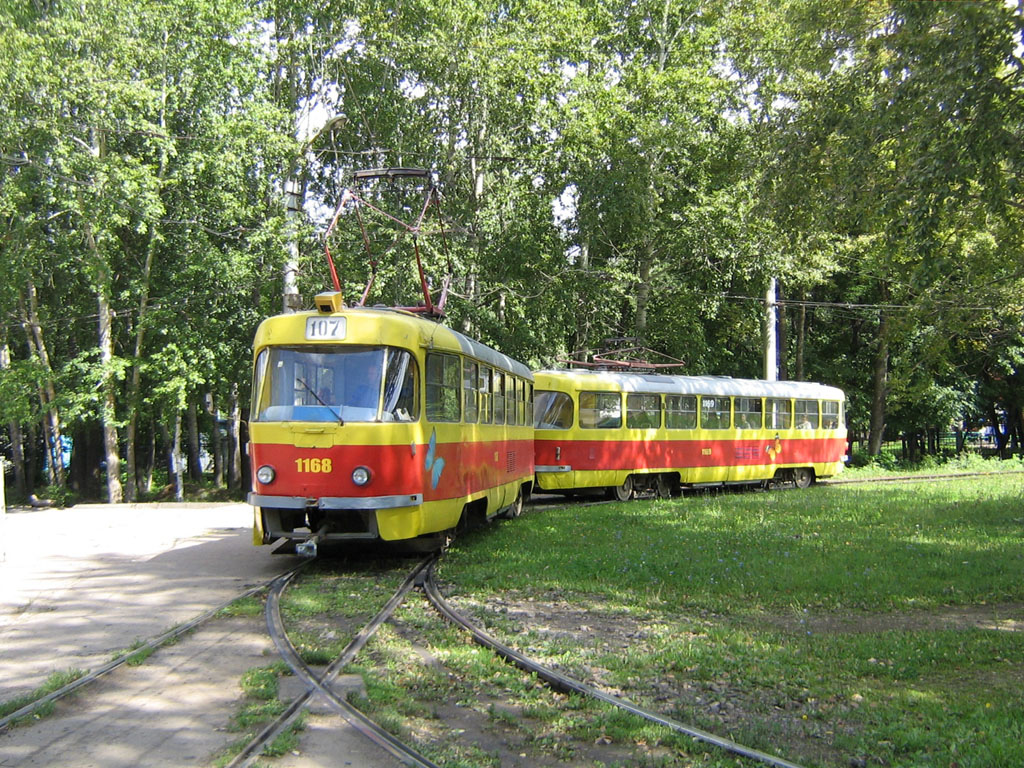
Сцепка 107 дачного маршрута на кольце "Парк Победы", август 2006 года

## Подвижной состав

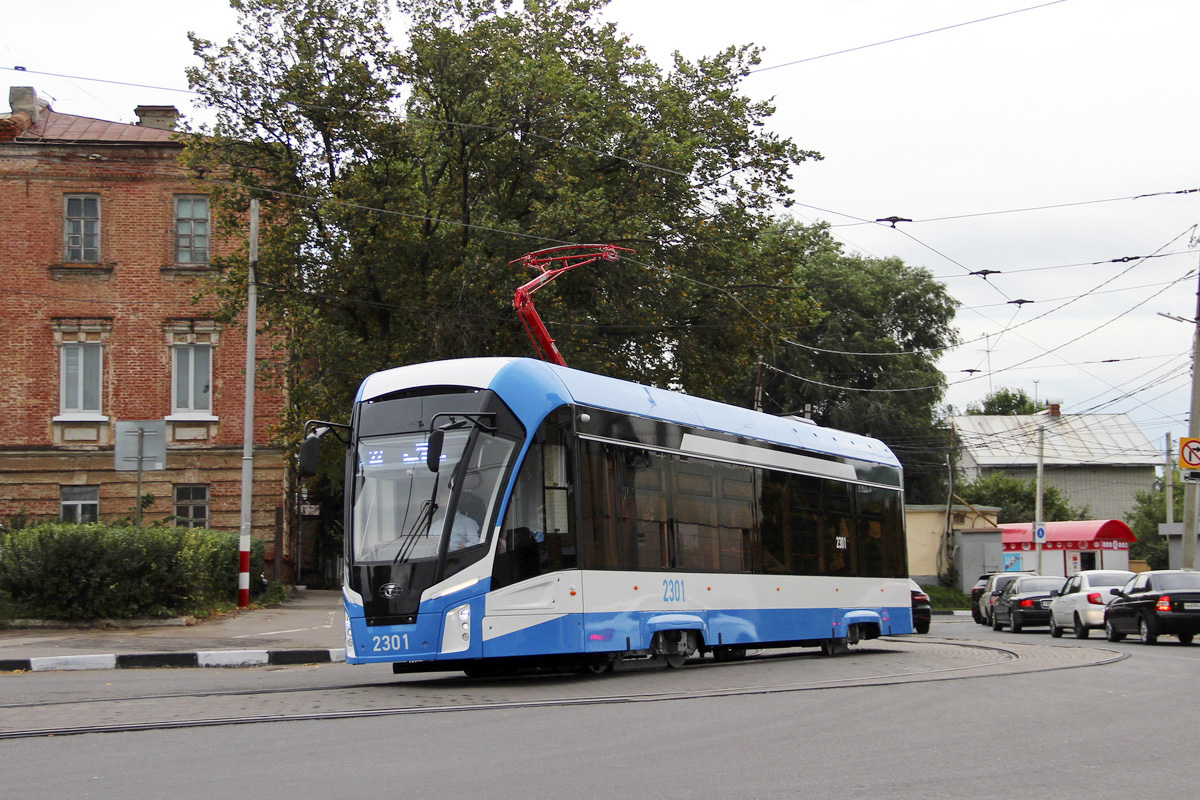
Вагон 71-911ЕМ «Львёнок» на маршруте №22, 2020 год

По состоянию на июль 2025 год в МУП «Ульяновскэлектротранс» эксплуатируются в пассажирском движении вагоны:
- Tatra T3SU (трёхдверная версия, с 1979 года; вагоны в двухдверном исполнении находились в эксплуатации с 1966 по 2013 гг., единственный сохранившийся пассажирский трамвай этой версии № 1111 используется как экскурсионный) — 53 шт.;
- Tatra T6B5 (с 1988 года) — 41 шт.;
- 71-619КТ (с июля 2008 года) — 4 шт.;
- 71-619А (с февраля 2012 года, последняя партия выпущенных трамваев модели 619 до снятия с производства[7]) — 15 шт.;
- 71-619К (б/у из Москвы, с декабря 2017 года) — 30 шт.;
- ЛМ-2008 (б/у из Москвы, с августа 2018 года) – 2 шт.;
- 71-911ЕМ «Львёнок» (с 8.09.2020) – 29 шт.

Выведены из эксплуатации вагоны следующих типов:
- КТМ-1/КТП-1 (с 1954 по 1973 гг.);
- Gotha T59E/B59E (с 1961 по 1973 гг.);
- Gotha T2-62/B2-62 (с 1962 по 1973 гг.);
- ЛМ-93 (с 1996 по 04.03.2010);
- 71-605А (с 1991 г. по май 2012 года);
- 71-608К (с 1993 по 31.05.2014).

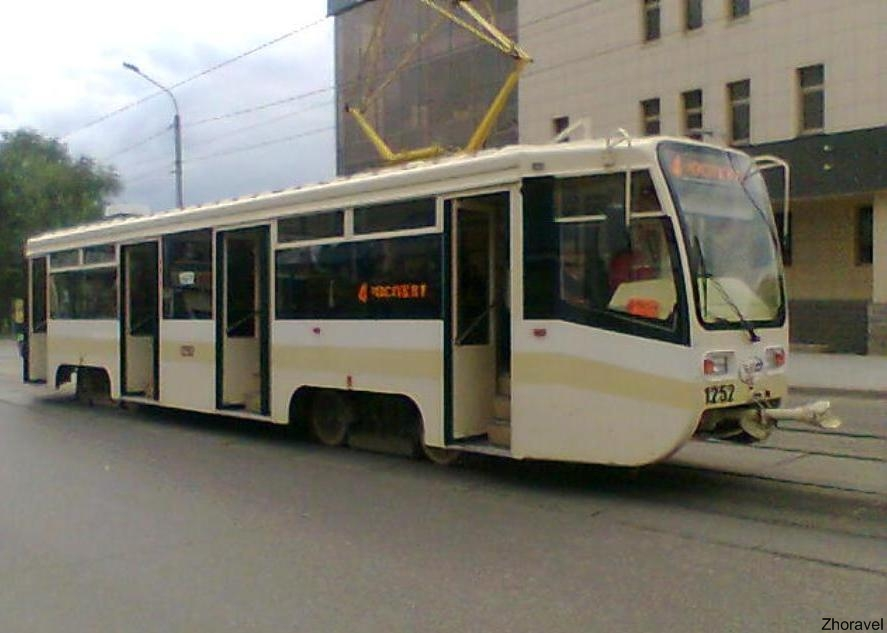
Вагон 71-619КТ на улице Железной Дивизии в Ульяновске

Стандартные окраски — кремово-бордовая, бело-оранжевая. Трамваи находятся в рабочем техническом состоянии.
До конца 2000-х годов значительное количество вагонов работало в системе многих единиц (СМЕ). К 2020 году осталось 6 двухвагонных поездов: четыре в Северном депо (в т.ч. два заново сцеплённых) и два в Засвияжском (в т.ч. один периодически расцепляемый). Они обычно работают на маршруте № 22к (1-3 СМЕ), на маршруте № 6 в часы пик, на маршруте № 15 ночью для развозки работников автозавода и мехзавода, а также на праздничных спецподачах после городских салютов.
В 2024 году были возвращены системы многих единиц из вагонов модели Tatra T3SU северного депо. Все системы работают на 4 маршруте в часы пик.

## Перспективы развития
Обсуждается возможное продление дачной линии в Ишеевку. Также в качестве ближайших планов обозначается необходимость строительства ветки в развивающийся микрорайон Юго-Западный по улице Камышинской.
В советское время обсуждалась возможность строительства скоростного трамвая, частично проходящего под землёй. Соответствующий проект был внесён в генплан города. Линия должна была соединить Засвияжский район через исторический центр с Заволжским районом, переправляясь через Волгу по нижнему ярусу Президентского моста. Однако из-за нехватки средств от проекта пришлось отказаться, хотя в существующем генплане он обозначен. Нижний ярус моста был построен, но в настоящее время не используется.

## Дополнительно
- Трамвайная сеть в Ульяновске работает отдельно от троллейбусной. В 1980-х гг. существовал проект троллейбусной линии в центре города, началось строительство троллейбусного депо, однако в 90-х от данных планов отказались. На месте недостроенного депо располагается ТЦ "METRO". В 2016 году также предпринималась попытка пустить троллейбусы с автономным ходом в Центр из Заволжья, однако дальше испытаний дело не пошло.
- В июне 2011 года при поддержке компании Билайн в вагонах некоторых маршрутов появился бесплатный Wi-Fi[11].
- Поздно вечером 3 декабря 2000 года в трамвае 6-го маршрута, когда тот сворачивал с Московского шоссе в Засвияжье, произошел взрыв гранаты. В результате взрыва погибли 19-летний инструментальщик УАЗа Дмитрий Алексеев и безработный Александр Володин. Кроме них и кондуктора, в вагоне больше никого не было. Взрыв произошел в результате неосторожного обращения с гранатой. По словам кондуктора, один из парней сунул руку в карман и, видимо, случайно выдернул чеку. Он побледнел и попытался открыть окно, чтобы выкинуть гранату, но не успел.[12]
- Оплата проезда может осуществляться четырьмя способами: наличными, по QR-коду, банковской и транспортной картами.

## Галерея

71-608КМ на маршруте № 11, узел "Телецентр" (2009 год)
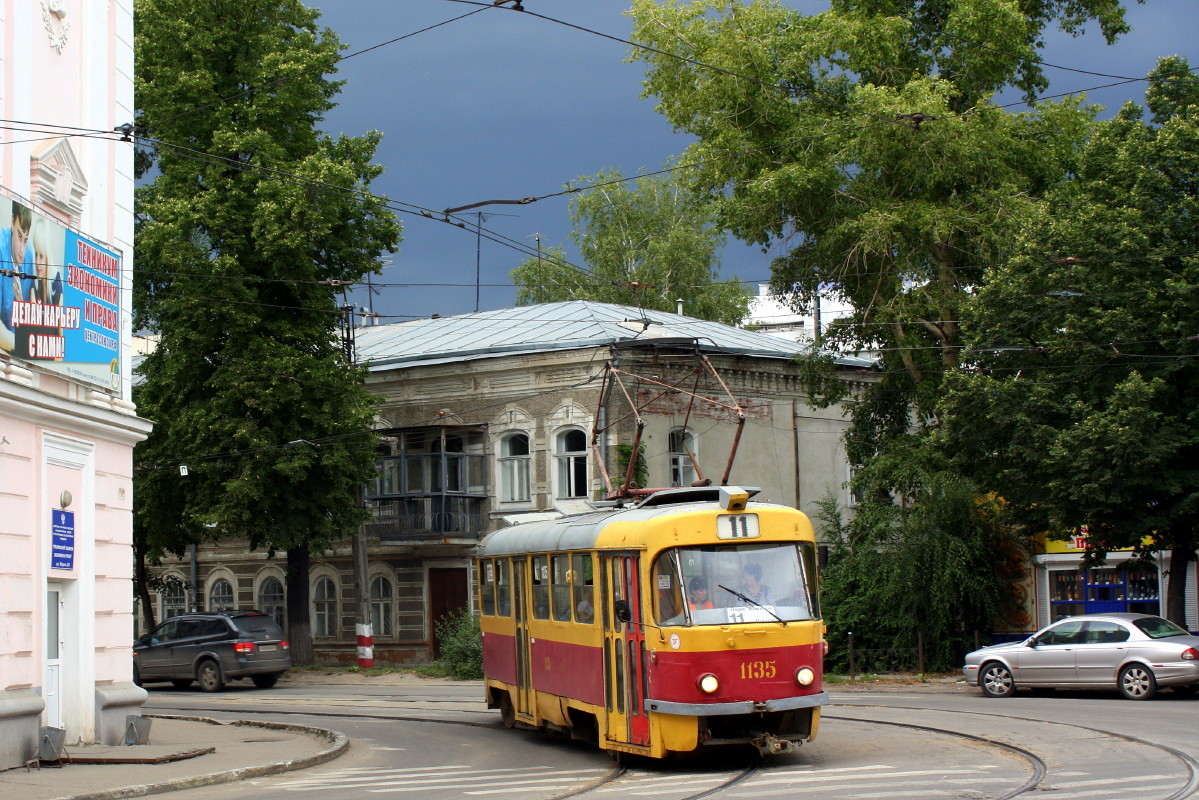
Tatra T3SU на маршруте № 11, улица Можайского / улица Марата
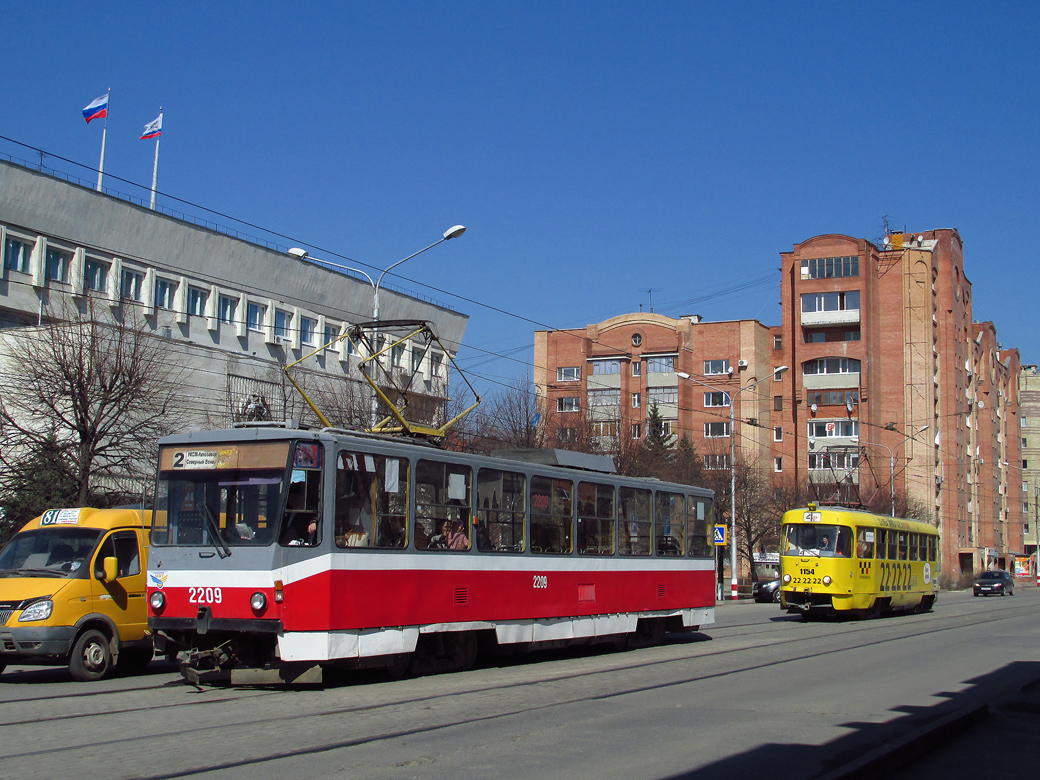
Tatra T6B5SU на маршруте № 2, улица Радищева (2013 год)
71-619КТ на маршруте № 4, проспект Нариманова (2011 год)
71-619А на маршруте № 2Ю, улица Ленина
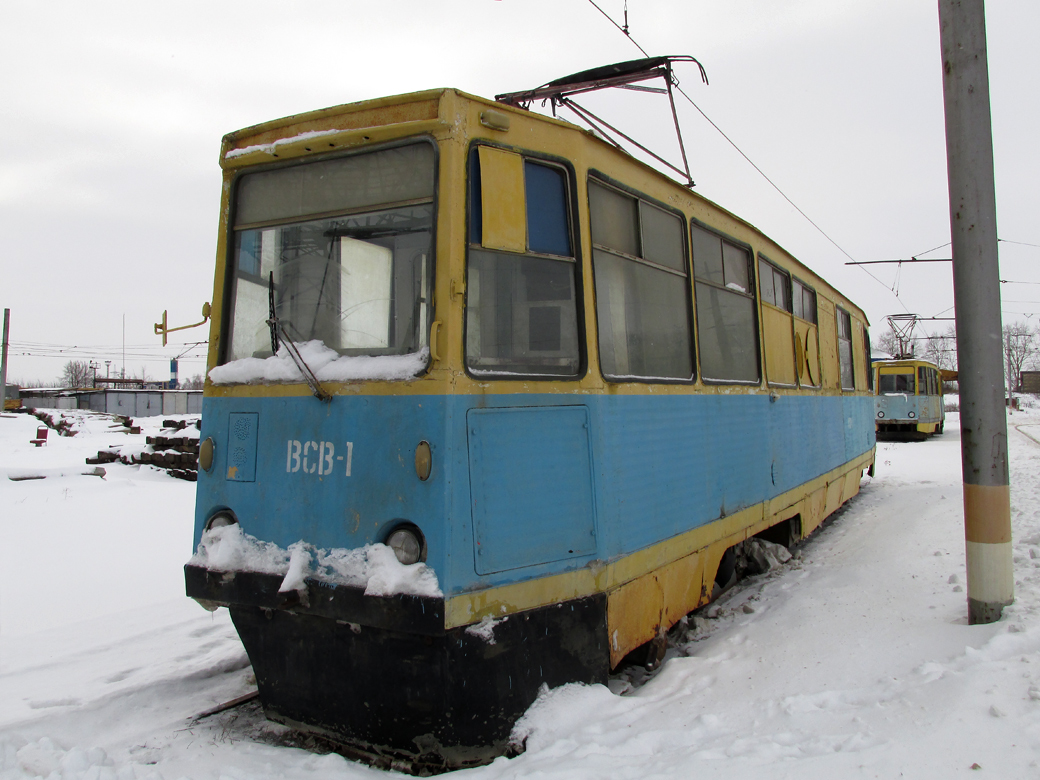
ВТК-24 (вихревой снегоочиститель)
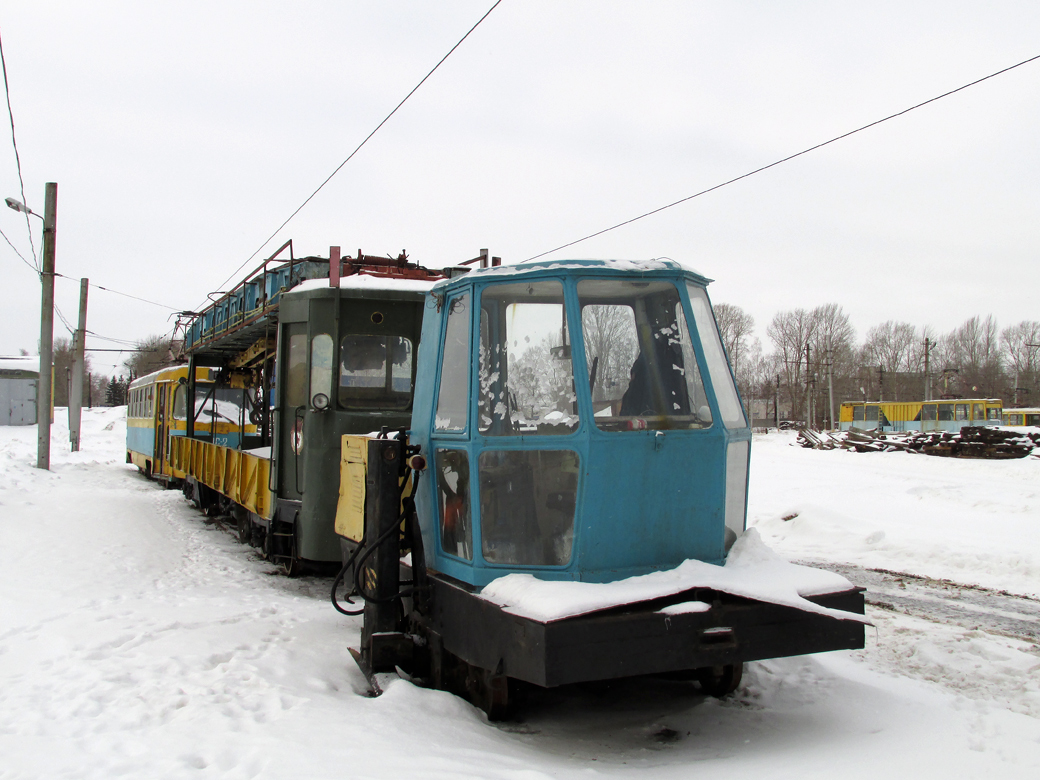
ПРМ-3М (путерихтовочная машина)
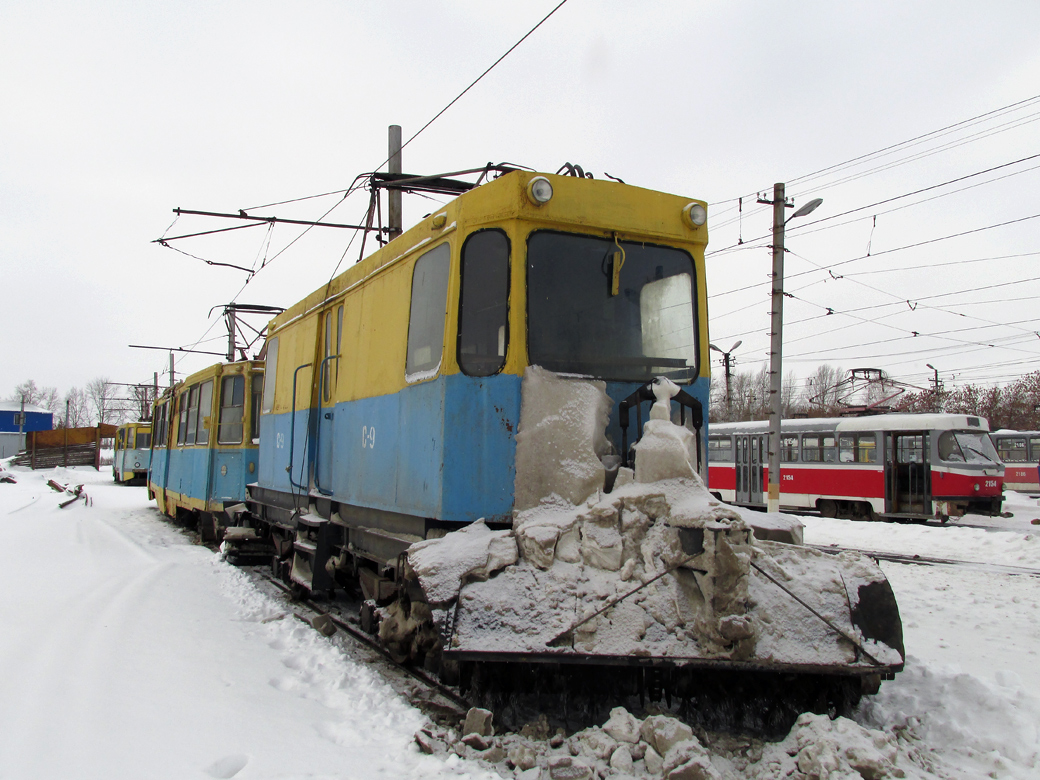
ГС-4 (снегоочиститель)

## См.также
- Ульяновский троллейбус